# Attribuut (voorwerp)
Een attribuut is een voorwerp dat kenmerkend is voor bijvoorbeeld een sport, beroep of status. 
Voorbeelden:
- Aan de scepter, een soort staf, herkent men de machthebber, vaak de koning of de keizer.
- Belangrijke heiligen van de Rooms-Katholieke Kerk zijn geschilderd of gebeeldhouwd met een attribuut om herkenbaar te zijn. De heilige Petrus is herkenbaar aan een sleutelbos in zijn handen.
- De aanvoerder van een voetbalelftal is herkenbaar aan zijn aanvoerdersband.
- De rang van een militair of politieman wordt vaak zichtbaar gemaakt met symbolen op de schouders of epauletten van het uniform.
- De esculaap wordt wel door artsen gebruikt voor het kenbaar maken van hun beroep.